# Kościół św. Jadwigi Królowej w Nowym Targu
Kościół św. Jadwigi Królowej w Nowym Targu – rzymskokatolicki kościół należący do parafii św. Jadwigi Królowej w Nowym Targu. Znajduje się w dzielnicy Bór.

## Historia
8 czerwca 1998 r. kardynał Franciszek Macharski poświęcił plac budowy kościoła. W latach 1998–2004 wybudowano plebanię, w piwnicy której odprawiano nabożeństwa. 15 czerwca 1999 r. papież Jan Paweł II podczas podróży do Polski poświęcił kamień węgielny pod budowę świątyni. 8 czerwca 2000 r. biskup Kazimierz Nycz odkopał pierwszą łopatę ziemi pod budowę kościoła. 21 czerwca rozpoczęto wykopy pod kościół. 25 maja 2002 r. kardynał Franciszek Macharski wmurował kamień węgielny i akt erekcyjny w mury kościoła. 6 listopada na wieży świątyni umieszczono cztery dzwony, które 25 grudnia poświęcił biskup Jan Szkodoń.

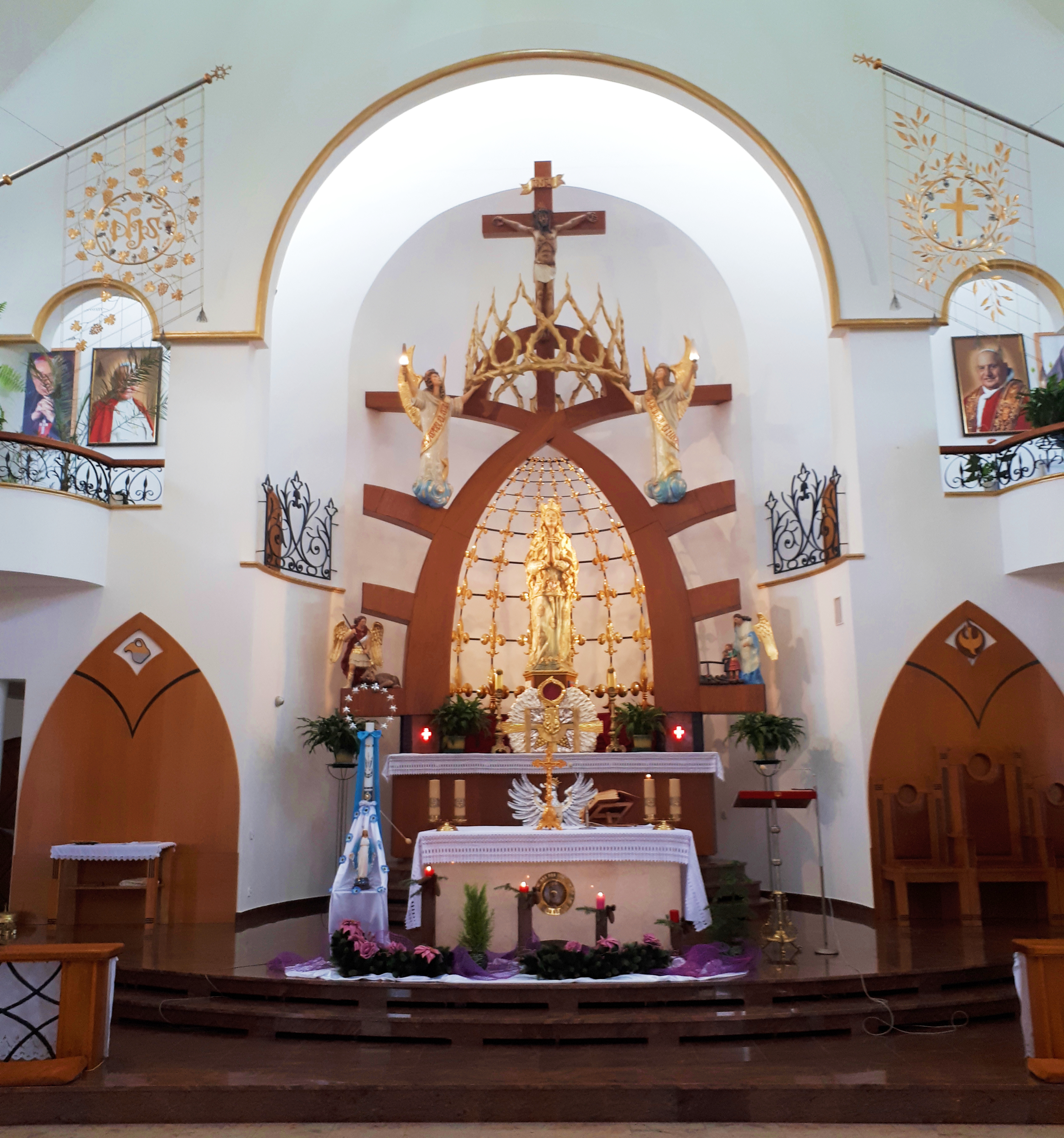
Ołtarz główny

7 czerwca 2005 r. kardynał Franciszek Macharski pobłogosławił mury świątyni, a 8 czerwca 2008 r. uroczyście wprowadzono do niej relikwie św. Jadwigi Królowej. 8 czerwca 2017 r. kościół konsekrował arcybiskup Marek Jędraszewski.
Projektantem świątyni jest architekt Michał Kuczmiński, a konstruktorem Andrzej Wieczorek.
Na chórze znajdują się 36-głosowe organy z 1986 r., zamontowane w kościele pod koniec października 2020 r.